# 1873 en Ontario
Chronologie de l'Ontario
- 1869
- 1870
- 1871
- 1872
- 1873
- 1874
- 1875
- 1876
- 1877

Cette page traite des événements marquants survenus en 1873 dans la province canadienne de l'Ontario.

## Politique
- Premier ministre: Oliver Mowat (Parti libéral)
- Chef de l'Opposition: Matthew Crooks Cameron (en) (Parti libéral-conservateur puis un nouveau nom le Parti conservateur)
- Lieutenant-gouverneur: William Pearce Howland puis John Willoughby Crawford (en)
- Législature: 2e

## Événements

### Avril
- 10 avril : le libéral Edmund Burke Wood est élu sans opposition député fédéral de Durham-Ouest à la suite de la démission du même parti Edward Blake pour se siéger à Bruce-Sud.
- 28 avril : le libéral Arthur Sturgis Hardy est élu député provincial de Brant-Sud à la suite de la démission du même parti Edmund Burke Wood pour se présenter sa candidature fédérale.

### Octobre
- 3 octobre : signature du Traité 3 entre la reine Victoria et les Ojibwés du Nord-Ouest de l'Ontario et de l'Est du Manitoba.
- 16 octobre : le libéral Archibald Bishop (en) est élu député provincial de Huron-Sud à la suite de la démission du même parti Robert Gibbons (en).

### Novembre
- 12 novembre : John Willoughby Crawford (en) succède William Pearce Howland au poste de Lieutenant-gouverneur.
- 16 novembre : le député provincial conservateur de Peel John Coyne (en) meurt en fonction à l'âge de 37 ans.

### Décembre
- Décembre : le conservateur John Godkin Giles (en) est élu sans opposition député provincial de Leeds-Sud à la suite de la démission du même parti Herbert Stone MacDonald (en).
- 9 décembre : le libéral Christopher Finlay Fraser (en) est réélu sans opposition député provincial de Grenville-Sud.
- 19 décembre : le conservateur Kenneth Chisholm (en) est élu député provincial de Peel à la suite de la mort du même parti John Coyne (en).
- 30 décembre : le conservateur D'Arcy Boulton (en) est élu député provincial de Simcoe-Sud à la suite de la démission du même parti Thomas Roberts Ferguson.

## Naissances
- 10 janvier : George Orton, athlète († 26 juin 1958).
- 19 janvier : Thomas Dufferin Pattullo, premier ministre de la Colombie-Britannique (1933-1941) († 30 mars 1956).
- 17 mai : Albert Edward Matthews (en), 16e lieutenant-gouverneur de l'Ontario († 16 décembre 1949).
- 13 juin : Violet McNaughton, actrice († 11 mai 1953).
- 28 juin : W. E. N. Sinclair, chef du Parti libéral et chef de l'Opposition officielle de l'Ontario († 26 novembre 1947).
- 27 août : Maud Allan, danseur († 7 octobre 1956).
- 20 septembre : Sidney Olcott, cinéaste († 16 décembre 1949).
- 20 octobre : Nellie McClung, féministe et députée d'Edmonton (circonscription provinciale) (en) (1921-1926) à l'Assemblée législative de l'Alberta († 1er septembre 1951).
- 9 décembre : George Blewett (en), scientifique et philosophe († 9 août 1912).

## Décès
- 26 septembre : John Farrell, premier évêque de Hamilton (1856-1873) (° 2 juin 1820).
- 16 novembre : John Coyne (en), député provincial de Peel (1867-1873) (° 21 juillet 1836).